# Varanus tsukamotoi
Varanus tsukamotoi — вид ящірок родини варанових. Він є ендеміком Північних Маріанських островів і Гуаму.

## Розповсюдження
Маріанський варан походить з Маріанських островів Аламаган, Анатахан, Кокос, Гуам, Паган, Рота, Сайпан і Тініан, а також Косрае у Федеративних Штатах Мікронезії. Він також відомий на Маршаллових островах, на атолах Аур і Еніветак і в Японії; вважається, що цей вид потрапив на останній острів через інтродукцію людини. Передбачуваний запис з островів Бонін в Японії вважається помилковим.
З невідомих причин цей вид не присутній на Сарігані, у ланцюзі північних Маріанських островів, незважаючи на наявність на прилеглих островах; вважається, що вид варана на цьому острові — це довгохвостий варан Беннетта (Varanus bennetti).

## Дієта
Маріанські варани на Південних Маріанських островах змінили основні класи здобичі, коли їх звичайна здобич почала зменшуватися. Варани були відомі як головні хижаки на Гуамі, але інтродукція коричневої деревної змії (Boiga irregularis) призвела до зменшення кількості здобичі, що спонукало варанів перейти до вживання в їжу безхребетних і пошуку їжі в людському смітті.